# بنو ملیک (یمن)
 بنو ملیک  (به عربی بنو الَمَلیک)، روستایی است در ناحیهٔ (مذیحرة)، در عزلهٔ (جبل ملحان) و أعمال العذین، از توابع استان مَهره در کشور یمن در شبه جزیره عربستان. 

## جمعیت
جمعیت آن (۶۲۳) نفر (۶ خانوار) می‌باشد.